# Diana Hopper
Diana Hopper (* 25. Februar 1993 in Memphis, Shelby County, Tennessee) ist eine US-amerikanische Schauspielerin.

## Leben
Mit elf Jahren sammelte Hopper erste Erfahrungen als Theaterdarstellerin in der Theaterproduktion The Music Man. Sie lernte das Schauspiel an der New York Film Academy. Sie debütierte Anfang der 2010er Jahre als Schauspielerin in zwei Kurzfilmen. 2013 folgten Nebenrollen in Die neue Prophezeiung der Maya, The Wicked und dem Kurzfilm Falls Cabin sowie Episodenrollen in den Fernsehserien Criminal Minds und Stevie TV. 2015 übernahm sie in den Fernsehfilmen Die Jupiter Apokalypse – Flucht in die Zukunft und Lavalantula – Angriff der Feuerspinnen größere Rollen. Zwischen 2016 und 2021 war sie in insgesamt 26 Episoden der Fernsehserie Goliath in der Rolle der Denise McBride, der Tochter des Protagonisten, zu sehen.

## Filmografie (Auswahl)
- 2011: Two Weeks to Life (Kurzfilm)
- 2012: In the Shadows (Kurzfilm)
- 2013: Die neue Prophezeiung der Maya (End of the World, Fernsehfilm)
- 2013: Im Bann der Hexe – The Wicked (The Wicked)
- 2013: Falls Cabin (Kurzfilm)
- 2013: Criminal Minds (Fernsehserie, Episode 8x19)
- 2013: Stevie TV (Fernsehserie, Episode 2x01)
- 2015: Love, Lust, & A Room Key
- 2015: Die Jupiter Apokalypse – Flucht in die Zukunft (Earthfall, Fernsehfilm)
- 2015: Kenzie (Kurzfilm)
- 2015: Lavalantula – Angriff der Feuerspinnen (Lavalantula, Fernsehfilm)
- 2015: Martyrs – The Ultimate Horror Movie (Martyrs)
- 2016: Hidden Truth
- 2016: Punked (Kurzfilm)
- 2016–2021: Goliath (Fernsehserie, 26 Episoden)
- 2016: Casual (Fernsehserie, Episode 2x08)
- 2018: Shooting in Vain
- 2019: Bit
- 2020: Under My Skin
- 2021: Aftermath
- 2022: S.W.A.T. (Fernsehserie, Episode 5x19)
- 2024: Caddo Lake